# Красиков, Михаил Михайлович
Михаил Михайлович Красиков (16 сентября 1959, Харьков) — украинский поэт, литературовед, этнограф, фольклорист.

## Биография
Родился в учительской семье. Окончил филологический факультет Харьковского государственного университета в 1982 году. Работал в школе в 1982–1983 годах в библиотеке, в 1984–1989 годах — в Харьковском университете.
С 1990 года — доцент кафедры этики, эстетики и истории культуры Национального технического университета «Харьковский политехнический институт» — преподает, директор этнографического музея ХПИ «Слобожанські скарби». В 1994 году защитил кандидатскую диссертацию «Поэтика художественной целостности литературного произведения („Война и мир“ Л. Толстого)». Живёт в Харькове.

## Деятельность
Выпустил сборники стихов:

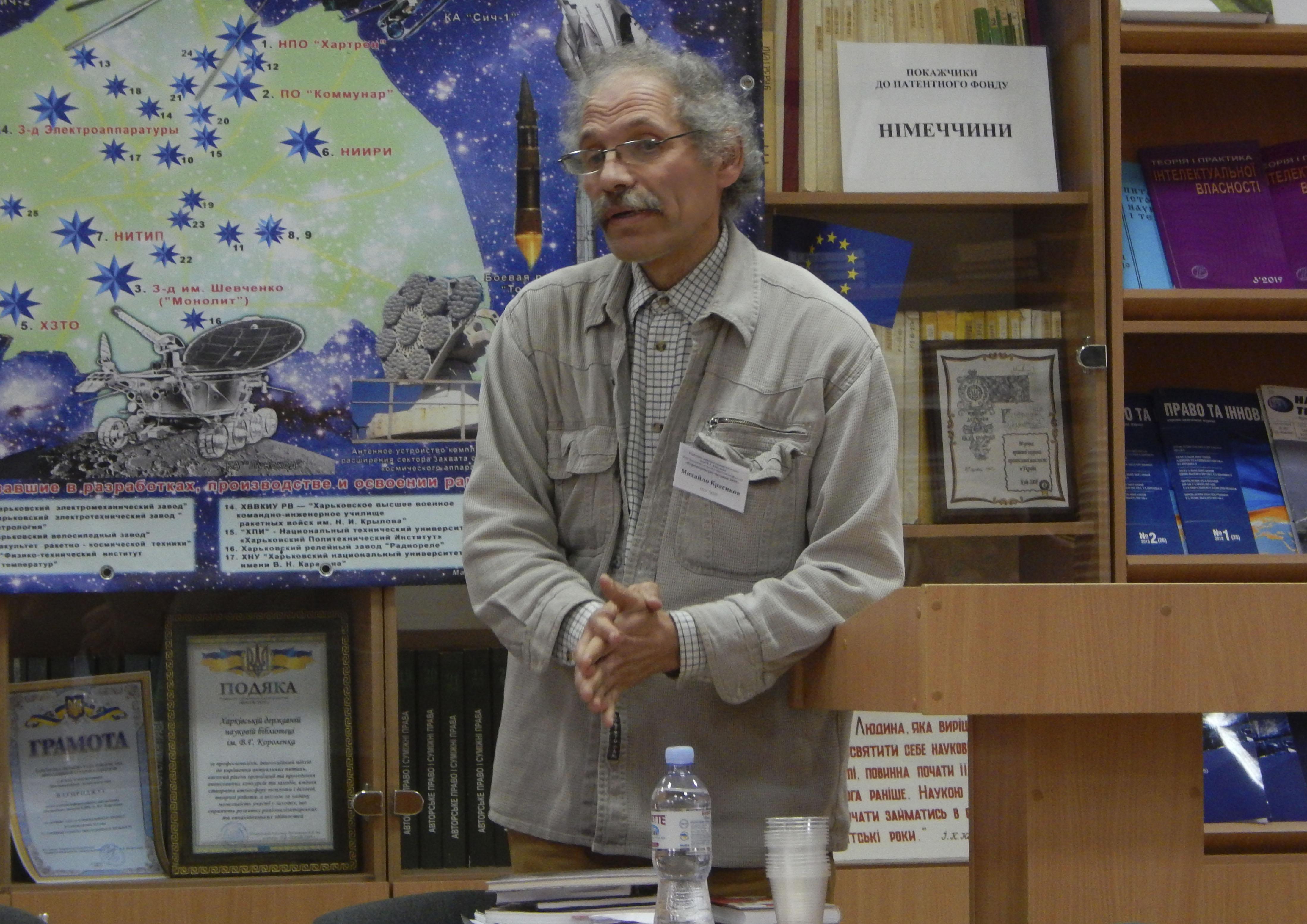
Выступление Михаила Красикова на научной конференции. 2019 год

- «Деревья детства: Чистая лирика» (Харьков: Крок, 2001)
- «Божья вишня»: Книга стихотворений /Предисл. Л. Стародубцевой. (Харьков: Майдан, 2007)

Стихотворения печатались в сборниках и периодических изданиях:
- Москвы («Тритон», «Освобожденный Улисс»)
- Мюнхена («Крещатик»)
- Нью-Йорка («Новое русское слово»), Нью-Йорк («Черновик»)
- Вупперталя («Семейка»)
- Харькова («Союз писателей», «Философские перипетии», «Бриколаж», «В кругу времен», «Антология современной русской поэзии Украины», «Средиземье», «Новый ковчег», «Письменники Харкова. Довідник», «Харьков. Что? Где? Когда?», «Харьковский мост» и др.)
- Киева («Радуга», «Самватас», «Ренессанс», «Соты», «Юрьев день», « Культурні герої», "Каштановый дом ")
- Канева («Склянка Часу», «Антологія сучасної новелістики та лірики України»)
- Донецка («Родомысл»)

Является составителем «Антологии современной русской поэзии Украины», поэтических книг, этнографических и фольклорных сборников, библиографических изданий. С 1994 года печатается в журнале «Ренессанс».
Всего у автора насчитывается около 300 научных публикаций и свыше 20 книг. Является организатором и соорганизатором ряда культурных акций, участник Чичибабинских фестивалей поэзии, фестивалей «Гилея», «Каштановый дом» и другие.
В 2008 году выступал на канале «Живое ТВ» (Москва).